# Rex Orange County
Rex Orange County, pseudonimo di Alexander James O'Connor, detto Alex (Grayshott, 4 maggio 1998), è un cantautore britannico.
Dopo aver ottenuto una certa notorietà come artista indipendente, a partire dal 2019 è legato a RCA Records, con cui ha pubblicato due album. Il suo quarto album in studio Who Cares ha raggiunto la vetta della classifica britannica.

## Biografia
Vicino al mondo della musica fin da bambino, O'Connor entra a far parte di un coro scolastico all'età di 5 anni; successivamente inizia a suonare batteria e pianoforte. All'età di 16 anni inizia a produrre musica attraverso il software di Apple Logic. Frequenta successivamente la BRIT School come batterista. Nel 2015 pubblica in maniera indipendente il suo album di debutto Bcos U Will Never B Free, co-prodotto insieme a Two Punch Inch. I due artisti continuano successivamente a collaborare e attirano l'attenzione del rapper statunitense Tyler The Creator, che li sceglie per lavorare sul suo album successivo Flower Boy, pubblicato nel 2017.
Sempre nel 2017 Rex Orange County pubblica il suo secondo album da artista indipendente Apricot Princess, che a differenza del precedente riesce ad entrare in alcune classifiche stilate da Billboard. Alcuni dei singoli pubblicati in tale annata vengono inoltre certificati in mercati come USA, UK e Australia. Nell'aprile 2018 fa il suo debutto successivo esibendosi durante il Tonight Show Starring Jimmy Fallon. Sempre nel 2018 arriva secondo nella competizione di BBC Sound of, preceduto solo da Sigrid. Nel febbraio 2019 firma il suo primo contratto discografico con una major, la RCA Records, iniziando dunque a pubblicare singoli attraverso tale etichetta.
Nell'ottobre successivo pubblica l'album Pony, che raggiunge la posizione 5 nella classifica album britannica e la posizione 3 nella Billboard 200. L'artista annuncia inoltre un tour mondiale atto a promuovere l'album, il quale viene inoltre certificato argento in UK. Nell'ottobre 2020 l'artista inizia a incidere il suo quarto album in studio Who Cares. L'album viene pubblicato nel marzo 2022, in seguito al lancio di tre singoli nei mesi precedenti. L'album debutta in vetta in classifica in UK e Nuova Zelanda, mentre raggiunge la posizione 5 nella Billboard 200.

## Vita privata
Nel 2015, O'Connor ha iniziato a frequentare la cantautrice britannica Thea Morgan-Murrell, dopo averla conosciuta mentre frequentavano la BRIT School insieme. Ha cantato di lei in molte delle sue canzoni, e hanno collaborato alle tracce Sycamore Girl e Never Had the Balls. Il 24 novembre 2020, ha confermato su Twitter la loro separazione.
Il 10 ottobre 2022, O'Connor è apparso alla Southwark Crown Court ed è stato accusato di sei capi di imputazione di violenza sessuale ai danni di una donna. L'uomo si è dichiarato non colpevole ed è stato rilasciato, con un processo provvisoriamente previsto per il 3 gennaio 2023. Il 22 dicembre 2022, O'Connor ha rilasciato una dichiarazione in cui affermava che tutte le accuse contro di lui erano state ritirate e il caso doveva essere archiviato a seguito di un'indagine per conto del Crown Prosecution Service. I filmati delle telecamere a circuito chiuso e le dichiarazioni del partner della denunciante, che era con lei la notte in questione, non corrispondevano alle accuse di quest'ultima, il che significa che il caso non ha soddisfatto il test legale del CPS per un'azione penale.

## Stile e influenze musicali
O'Connor ha citato Queen, ABBA, Stevie Wonder, Green Day e Weezer come principali fonti d'ispirazione.

## Discografia

### Album
- 2015 - Bcos U Will Never B Free
- 2017 - Apricot Princess
- 2019 - Pony
- 2022 - Who Cares?
- 2024 -  The Alexander Technique

### Singoli
- 2015 - Corduroy Dreams
- 2016 - Uno
- 2017 - Best Friend
- 2017 - Sunflower
- 2017 - Untitled
- 2017 - Never Enough
- 2017 - Edition
- 2017 - Loving Is Easy (feat. Benny Sings)
- 2018 - You've Got a Friend in Me (feat. Randy Newman)
- 2019 - New House
- 2019 - 10/10
- 2019 - Pluto Projector
- 2019 - Face to Face
- 2022 - Keep It Up
- 2022 - Amazing
- 2022 - Open the Window (feat. Tyler, The Creator)
- 2022 - One in a Million
- 2022 - Threat
- 2024 - Alexander
- 2024 - Guitar Song
- 2024 - The Table
- 2024 - 2008